# 宋远方
宋远方（1957年8月—），男，汉族，河北隆尧人，中华人民共和国政治人物。山东矿业学院（现山东科技大学）矿山建筑系矿山建设专业毕业，西安交通大学管理工程系管理工程专业博士研究生学历。

## 生平
1975年1月参加工作，任河北省隆尧县魏庄公社、江西省安远县镇岗公社知青。1978年2月，在山东矿业学院矿山建筑系矿山建设专业学习。1982年1月，任煤炭部第一建设公司第三十一工程处、矿井施工组织研究所实习技术员、技术员。1983年5月，任煤炭部第一建设公司矿井施工组织研究所助理工程师。1985年7月加入中国共产党。1987年2月，任河北煤炭建筑工程学院施工组织研究所工程师（其间1983年9月至1985年7月，在山东矿业学院矿山建筑工程系矿山系统工程研究生班学习）。1988年12月，任青岛建筑工程学院管理工程系讲师、副主任、副教授。1992年9月，在西安交通大学管理工程专业读博士研究生。1995年7月，在加拿大多伦多市瑞尔松理工大学作博士后研究工作。
1996年8月，任国家民航总局计划司投资处助理调研员。1998年11月，任青岛市计划委员会副主任、党组成员兼空港建设指挥部副指挥、工委副书记。2000年6月，任山东省外经贸厅副厅长、党组成员。2002年3月，任中共威海市委副书记、市长。2007年3月，任中共聊城市委书记。2013年1月，当选山东省人大常委会副主任、党组成员。2017年4月，任青岛市人大常委会主任、党组书记。2018年2月24日，当选为第十三届全国人大代表。